# Реактивное топливо
Реактивное топливо, также известное неспециалистам под неверно употребляемым названием авиационный керосин — это авиационное смесевое углеводородное топливо, изготавливаемое на основе лигроино-керосиновой фракции нефти, с добавлением комплекса различных присадок. Официально называется: топливо для реактивных двигателей или реактивное топливо (ГОСТ 10227-2013).
Авиационный керосин применяется, главным образом, в качестве горючего для авиационных турбореактивных, турбовентиляторных и турбовинтовых двигателей.
Выпускается несколько марок авиационного керосина, различающихся по химическому составу и области применения.
Также топливо на основе керосина применяется в ракетно-космической технике (см. ракетное топливо).

## Ассортимент и получение
Реактивное топливо в СССР и РФ вырабатывают для самолётов дозвуковой авиации по ГОСТ 10227-86 и для сверхзвуковой авиации по ГОСТ 12308-2013. В настоящее время для дозвуковой авиации предусмотрено пять марок топлива (ТС-1, Т-1, Т-1С, Т-2 и РТ), для сверхзвуковой — две (Т-6 и Т-8В). Наиболее массовыми на территории РФ и постсоветском пространстве в настоящее время является топливо ТС-1 (высшего и первого сортов) и топливо РТ (высшего сорта).
Реактивное топливо в США производится отдельно для военной и коммерческой авиации.
Реактивные топлива разработки СССР:

### Топливо ТС-1
ТС — топливо сернистое (расшифровка аббревиатуры). Это т. н. лёгкое топливо с плотностью не ниже 0,775. Его получают прямой перегонкой сернистой нефти урало-волжских и сибирских месторождений (целевая фракция — 150—250 °C). В случае высокого содержания серы и меркаптанов проводят гидроочистку или демеркаптанизацию, после чего используют в смеси с прямогонной фракцией. Содержание гидроочищенного компонента ограничивают концентрацией 70 % для предотвращения снижения противоизносных свойств топлива. Наиболее распространённый вид авиакеросина для дозвуковой авиации. Используется как в военной, так и в гражданской технике. Также применяется для обогащения методом флотации.

### Топливо Т-1
Тяжёлое топливо с плотностью по ТУ не менее 0.800. Продукт прямой перегонки малосернистой нефти (месторождения Сахалина) нафтенового основания с пределами выкипания 130—280 °C. Содержит большое количество нафтеновых кислот и имеет высокую кислотность, поэтому его подвергают защелачиванию с последующей водной промывкой (для удаления образующихся в результате защелачивания натриевого мыла нафтеновых кислот).
Наличие значительного количества гетероатомных соединений, в основном кислородсодержащих, обусловливает, с одной стороны, относительно хорошие противоизносные свойства и достаточно приемлемую химическую стабильность топлива, с другой — низкую термоокислительную стабильность.
Длительный опыт применения топлива Т-1 в авиации показал, что вследствие его низкой термоокислительной стабильности имеют место повышенные смолистые отложения в двигателе НК-8, установленном на основных типах самолётов гражданской авиации (Ту-154, Ил-62), в результате чего резко (почти в 2 раза) сокращаются сроки службы двигателя. Производство топлива Т-1 очень ограничено, и его вырабатывают только по первой категории качества.

### Топливо Т-1С
То же, что Т-1, но сырьём для производства могут служить дефицитные сорта нефти с ничтожным содержанием серы (нефти Северного Кавказа и Азербайджана).

### Топливо Т-2
Лёгкое смесевое топливо, продукт перегонки нефти широкого фракционного состава — 60-280 °C. Содержит до 40 % бензиновых фракций, что приводит к высокому давлению насыщенных паров, низкой вязкости и плотности. Повышенное давление насыщенных паров обуславливает вероятность образования паровых пробок в топливной системе самолёта, что ограничивает высотность его применения.
В 21 веке топливо не производится; является резервным по отношению к ТС-1 и РТ.

### Топливо РТ
Унифицированное реактивное топливо для самолётов дозвуковой авиации и сверхзвуковой с ограниченным временем полёта на сверхзвуке. Топливо получают гидроочисткой прямогонных керосиновых фракций с пределами выкипания 135—280 °C. В результате гидроочистки снижается содержание серы и меркаптанов, но также ухудшаются противоизносные свойства и химическая стабильность. Для предотвращения этого в топливо вводят противоизносные и антиокислительные присадки. Плотность топлива по ТУ не ниже 0,775 при температуре +20°С.
Топливо РТ полностью соответствует международным нормам, превосходя их по отдельным показателям. Оно имеет хорошие противоизносные свойства, высокую химическую и термоокислительную стабильность, низкое содержание серы и почти полное отсутствие меркаптанов. Топливо может храниться до 10 лет и полностью обеспечивает ресурс работы двигателя. Используется как на пассажирских лайнерах, так и на военных сверхзвуковых самолётах (Су-27, Ту-22М и др.)

### Топливо Т-5
Тяжёлое топливо для сверхзвуковой авиации. В связи с низкой термостабильностью распространения не получило.

### Топливо Т-6
Тяжёлое термостабильное топливо с плотностью не менее 0,840. Предназначено для длительных сверхзвуковых полётов на большой высоте, при которых топливо нагревается до 100—150°С. Температура начала кипения не менее 195°С. В связи с высокой плотностью топливо Т-6 не подходит для заправки самолётов, рассчитанных на обычные керосины.
Топливо получают путём глубокого гидрирования прямогонных фракций 195—315 °C, полученных из подходящей нафтеновой нефти.
Это топливо используется в сверхзвуковой авиации на некоторых типах самолётов, например, МиГ-25. На топливе Т-6 летал Ту-144 — единственный сверхзвуковой пассажирский лайнер в отечественной авиации. Т-6 — это топливо маршевого ПВРД противокорабельной ракеты П-800 «Оникс».

### Топливо Т-7
Представляет собой термостабильное топливо с гидроочисткой, вырабатываемое из той же нефтяной фракции, что и топливо ТС-1. Это топливо большого распространения не получило.

### Топливо Т-8В
Представляет собой гидроочищенную фракцию с пределами выкипания 165—280 °C. В случае нафтеновой малосернистой нефти, допускается использовать прямогонную фракцию без гидроочистки. Используется в сверхзвуковой авиации ВВС РФ (например, Ту-160).

### Топливо Т-10
Синтетическое авиационное топливо Т-10, иначе — децилин. Высококалорийное, очень текучее и токсичное топливо было создано для единственной марки двигателя Р95-300, который устанавливался на крылатую ракету воздушного старта Х-55. Получают путём нефтехимического синтеза полициклических циклоалканов, предшественником при синтезе является дициклопентадиен. Точный химический состав этого топлива СССР не разглашал. Смотри JP-10.

## Технические характеристики
На каждый вид авиационного топлива, в зависимости от применения, установлены нормативные технические характеристики. В общем случае, авиационное топливо должно соответствовать межгосударственному стандарту ГОСТ 10227-86 «Топлива для реактивных двигателей. Технические условия» (с Изменениями № 1, № 2, № 3, № 4, № 5, № 6).
По ГОСТ 10227-86 должно быть проверено около 30 характеристик топлива, включая плотность, кинематическая вязкость, кислотность, йодное число, температура вспышки и так далее.
Отбор пробы для проверки его на соответствие установленным характеристикам производится в пробоотборники по методам, отражённым в ГОСТ 2517—2014 «Нефть и нефтепродукты. Методы отбора проб». Объём объединённой пробы топлива каждого вида — не менее 2 дм3.

## Присадки
- Антистатическая

Многолетним опытом эксплуатации отечественного и зарубежного воздушного транспорта доказано, что при перекачке топлива или при заправке самолётов возможно накопление статического электричества. Из-за непредсказуемости процесса в любой момент существует опасность взрыва.

Для борьбы с этим опасным явлением в топливо добавляют антистатические присадки. Они увеличивают электропроводность топлива до 50 пСм/м, что обеспечивает безопасность заправки самолётов и перекачки топлива.
За рубежом используют присадки ASA-3 (Shell) и Stadis-450 (Innospec). В России получила распространение присадка Сигбол (ТУ 38.101741-78), допущенная к добавлению в топливо ТС-1, Т-2, РТ и Т-6 в количестве до 0,0005 %.
- Противоводокристаллизационная

При заправке топливом с температурой −5…+17 °C за 5 часов полёта температура в баке снижается до −35 °C. Рекорд падения температуры — −42 °C (Ту-154) и −45 °C (баки, питающие крайние двигатели Ил-62М). При этих температурах из топлива выпадают кристаллы льда, забивающие топливные фильтры, что может привести к прекращению подачи топлива и остановке двигателя. Уже при содержании воды 0,002 % (масс.) начинают забиваться самолётные фильтры с диаметром пор 12-16 мкм.
Для предотвращения выпадения кристаллов льда из топлива при низких температурах в топливо вводят противоводокристаллизационные присадки непосредственно в месте заправки самолёта. В качестве таких присадок широко используют этилцеллозольв (жидкость И) по ГОСТ 8313-88, тетрагидрофуран (ТГФ) по ГОСТ 17477-86 и их 50%-е смеси с метанолом (присадки И-М, ТГФ-М). Присадки могут добавляться практически в любое топливо.
- Антиокислительная

Вводятся в гидроочищенное топливо (РТ, Т-6, Т-8В) для компенсации сниженной в результате гидроочистки химической стабильности. В России применяют присадку Агидол-1 (2,6-ди-трет-бутил-4-метилфенол) по ТУ 38.5901237-90 в концентрации 0,003-0,004 %. В таких концентрациях он почти полностью предотвращает окисление топлива, в том числе при повышенных температурах (до 150 °C).
- Противоизносная

Предназначена для восстановления противоизносных свойств топлива, потерянных в результате гидроочистки. Вводится в то же топливо, что и антиокислительная присадка. В России применяют присадку Сигбол и композицию присадок Сигбол и ПМАМ-2 (полиметакрилатного типа — ТУ 601407-69). Для топлива РТ часто используется присадка «К» (ГОСТ 13302-77), которая по эффективности соответствует присадке Сигбол, а также, ввиду дефицита присадки «К» — присадка Хайтек-580 фирмы «Этил».

## Производство в России
Объём производства реактивного топлива в 2007 году составил 9012,1 тыс. тонн. Из них 7395,04 тыс. тонн были поставлены на внутренний рынок, остальное — на экспорт. Производством авиакеросина в России занимается 20 нефтеперерабатывающих заводов:
- ОАО НК «Роснефть»:
  - Комсомольский НПЗ (ТС-1)
  - Сызранский НПЗ (РТ)
  - Новокуйбышевский НПЗ (ТС-1, РТ)
  - Ачинский НПЗ (ТС-1)
  - Ангарская НХК (ТС-1)
  - Рязанский НПЗ (ТС-1)
- ОАО «Лукойл»:
  - Волгограднефтепереработка (ТС-1, РТ)
  - Пермнефтеоргсинтез (РТ)
  - Нижегороднефтеоргсинтез (ТС-1, РТ)
  - Ухтанефтепереработка (РТ)
- ОАО «Газпром нефть»:
  - Московский НПЗ (ТС-1)
  - Омский НПЗ (ТС-1)
- ОАО «Сургутнефтегаз»
  - ПО Киришинефтеоргсинтез (ТС-1)
- ООО "Газпром переработка"
  - Филиал «Сургутский завод стабилизации конденсата им. В. С. Черномырдина» (ТС-1)
- ОАО «НГК „Славнефть“»
  - Ярославнефтеоргсинтез (ТС-1)
- ОАО НК «РуссНефть»
  - Орскнефтеоргсинтез (РТ)
- НК «Альянс»
  - Хабаровский НПЗ (ТС-1)
- ОАО «ТАИФ-НК»
  - Нижнекамский НПЗ (ТС-1, РТ)
- Ново-Уфимский НПЗ (ТС-1)
- Нижнекамский НПЗ (ТС-1, РТ)
- Краснодарэконефть (ТС-1, Т-1)
- ПАО «Татнефть»
  - АО «ТАНЕКО» (РТ, ТС-1, Джет А-1)

О производстве топлива Т-6 и Т-8В данных нет. Ранее керосин Т-6 производился Ангарской НХК и на Орскнефтеоргсинтез.
Любое авиационное топливо, выходящее с нефтеперерабатывающего завода, проходит проверку и приёмку военным представителем.

## Авиационные топлива производства США
В США для нужд коммерческой авиации производится реактивное топливо Jet A, Jet A-1, Jet B.
- Топливо Jet A — наиболее массовый вид реактивного топлива для гражданских перевозчиков, по своим характеристикам примерно соответствует советско-российскому топливу ТС-1
- Топливо Jet A-1 — реактивное топливо Jet A с антистатической присадкой и имеющее немного более низкую температуру замерзания.
- Топливо Jet B — смесевое реактивное топливо, состоящее примерно из 70 % керосина и 30 % бензина, с низкой температурой замерзания

Реактивные топлива для военных нужд маркируются буквами JP (Jet Propellant, реактивное топливо). Военные сорта реактивных топлив могут мало отличаться от гражданских аналогов, в то-же время существуют узкоспециализированные топлива, разработанные под конкретные нужды.
- Топливо JP-1 — керосиновое топливо, по своим характеристикам соответствует Jet A. Разработано в 1944 году. Сейчас не применяется.
- Топливо JP-2. Имеет пониженную температуру замерзания. Разработано в 1945 году. Никогда широко не применялось.
- Топливо JP-3. Имеет пониженную температуру замерзания. Разработано в 1947 году. Не применяется.
- Топливо JP-4. Представляет собой керосино-бензиновую смесь 1/1 с присадками. Основной тип топлива в военной авиации США с 1951 по 1995 года. Изготавливалось по военному стандарту Mil-DTL-5624.
- Топливо JP-5. Топливо применяется преимущественно на самолётах и вертолётах корабельного базирования. Отличается высокой температурой вспышки. Представляет собой сложную смесь из углеводородов с комплексом присадок. Изготавливалось по военному стандарту Mil-DTL-5624
- Топливо JP-6 было разработано в 1957 году, по программе создания сверхзвукового высотного бомбардировщика ХВ-70 «Валькирия». По составу похоже на JP-5, но имеет более низкую температуру замерзания и лучшую термостабильность. После отмены программы ХВ-70 выпуск топлива был прекращён.
- Топливо JP-7 было разработано для самолёта SR-71 «Чёрный дрозд». Термостабильное топливо с высокой температурой вспышки.
- Топливо JP-8. Спецификация MIL-DTL-83133. Основной тип авиационного топлива на основе керосина, поставки начались в 1978 году. С 1996 года заменяет JP-4. В 1998 году разработано более термостабильное топливо JP-8+100
- Топливо JP-9 — смесевое топливо для крылатых ракет типа BGM-109 Tomahawk. Топливо содержит химическое соединение C12Н20, известное как продукт RJ-4 или TH-димер.
- Топливо JP-10 — синтетическое высококалорийное топливо для крылатых ракет (экзо-тетрагидродициклопентадиен, C10H16). Состав и область применения аналогично советского топлива децилин, Т-10.
- Топливо JPTS. Разработано в 1956 году для высотного разведчика Lockheed U-2. Примерно в три раза дороже топлива JP-8. Ограниченно выпускается и в н.в.
- HEF (high energy fuel) — высокоэнергетичное борсодержащее экспериментальное топливо (бороводороды). Применялось на самолётах North American XF-108 «Рапира» и ХВ-70 «Валькирия». Несмотря на существенный прирост мощности двигателей на этом топливе, оставалось много неразрешимых проблем, таких, как повышенный износ двигателей, агрессивность топлива, его токсичность, ядовитые выхлопные газы двигателя и др. Было построено (вероятно) 5 заводов для производства различных типов HEF: HEF-1 (ethyldiborane), HEF-2 (propylpentaborane), HEF-3 (ethyldecaborane), HEF-4 (methyldecaborane), и HEF-5 (ethylacetylenedecaborane), но программа была свёрнута в 1959 году. Примерная стоимость проекта составила 1 миллиард долларов в ценах 2001 года (более подробно в англовики, статья Zip fuel).
- Синтетическое топливо корпорации Syntroleum. Разработка синтетического топлива была начата в 1999 году для снижения зависимости вооружённых сил США от импорта нефтепродуктов. Топливо синтезируется по методу Фишера — Тропша. 15 декабря 2006 года тяжёлый бомбардировщик B-52 вылетел с базы US Air Force «Эдвардс», заправленный 50/50 смеси керосина JP-8 и синтетического топлива Syntroleum FT (Fischer-Tropsch). Семичасовой полёт признан успешным. В дальнейшем ВВС США сертифицировали самолёты B-1B, B-52H, C-17, C-130, F-4, F-15, F-22 и T-38 для использования синтетической топливной смеси.